# Dovhopole, Verhovîna
Dovhopole (în ucraineană Довгополе) este localitatea de reședință a comunei Dovhopole din raionul Verhovîna, regiunea Ivano-Frankivsk, Ucraina.

## Demografie
Componența lingvistică a localității Dovhopole
     Ucraineană (99,67%)
     Alte limbi (0,33%)
Conform recensământului din 2001, majoritatea populației localității Dovhopole era vorbitoare de ucraineană (99,67%), existând în minoritate și vorbitori de alte limbi.